# Axel Andersson i Örnsköldsvik
Mårten Axel Johannes Andersson (i riksdagen kallad Andersson i Örnsköldsvik), född 11 november 1899 i Umeå, död 22 september 1981 i Örnsköldsvik, var en svensk publicist och riksdagsman (folkpartist).

## Karriär
Axel Andersson var son till en bagare och medarbetare i Västerbottens-Kuriren 1920–1924, redaktör och ansvarig utgivare för Norrbottens Tidning 1924–1928 och övergick därefter till Örnsköldsviks Allehanda, vars chefredaktör och ansvarige utgivare han var 1933–1965. Han var även framträdande lokalpolitiker i Örnsköldsvik, bland annat som stadsfullmäktiges ordförande 1959–1966.
Han var riksdagsledamot i första kammaren för Västernorrlands läns och Jämtlands läns valkrets 1949–1970. I riksdagen var han bland annat ledamot i allmänna beredningsutskottet 1954–1958 och statsutskottet 1959–1970. Han var inte minst engagerad i socialpolitiska frågor.